# Mario Kart 64
Mario Kart 64 (jap. Schreibweise: マリオカート64, Hepburn: Mario Kāto Rokujūyon) ist ein Rennspiel, das von Nintendo EAD entwickelt und am 14. Dezember 1996 in Japan, am 10. Februar 1997 in Nordamerika und am 24. Juni in Europa für das Nintendo 64 veröffentlicht wurde. Das Spiel erschien später im Rahmen des Virtual-Console-Angebots außerdem am 26. Januar 2007 für den Nintendo eShop der Wii sowie im Dezember 2016 für den der Wii U.
Es ist der zweite Teil der Mario-Kart-Reihe und der Nachfolger von Super Mario Kart (SNES, 1992) und der Vorgänger von Mario Kart: Super Circuit (GBA, 2001).

## Gameplay
Der zweite Teil der Mario-Kart-Reihe ist, wie alle, ein Rennspiel. Die bedeutendsten Neuerungen im Vergleich zum Vorgänger sind Polygon-basierte 3D-Grafiken (wobei einige, im Raum platzierte Elemente - wie z. B. die Fahrer selbst - nach wie vor als zweidimensionale Sprites realisiert sind) und die Einbindung eines Vierspieler-Modus'.
Das Spiel kann mit bis zu vier Spielern gespielt werden. Alle 16 Strecken sind abwechslungsreich gestaltet. Auf einer wird der Spieler zum Rutschen gebracht, in einer Wüste wird man, wenn man nicht aufpasst, vom Zug angefahren, in Toads Turnpike überholt man im Rennen nicht beteiligte Fahrzeuge und im Dschungel springt man über einen Dampfer. Darüber hinaus gibt es viele weitere Strecken und Extras. Auch bekannte Orte wie Bowsers Schloss und der Palast von Prinzessin Toadstool aus Super Mario 64 kommen vor. Es gibt außerdem vier Battle Strecken, eine in Donutform mit Lava in der Mitte, eine mit vier verschiedenfarbigen Plateaus, eine Plattform mit vier Stockwerken und zum Schluss eine Strecke mit spaceartigem Design auf einer Plattform. Man kann nur zu zweit den Mario-Grand-Prix fahren. Es ist außerdem der Mario-Kart-Teil, der den Windschatten (engl. slipstreaming) eingeführt hat.

### Spielmodi

#### Einzelspieler
Im Einzelspielermodus spielt der Benutzer gegen bis zu sieben computergesteuerte Gegner. Dabei hat der Spieler die Wahl zwischen folgenden Spielmodi:
- Grand-Prix: Hier kann der Spieler in drei verschiedenen Hubraumklassen (50 cm³, 100 cm³, 150 cm³) sowie in Extra-Klasse fahren, wobei in der Extra-Klasse die Strecken spiegelverkehrt sind. Es gibt vier Cups (Mushroom, Flower, Star und Special) mit je vier Strecken. Es wird gegen sieben computergesteuerte Gegner gefahren. Am Ende eines Cups erhält der Spieler je nach erreichten Punkten einen Pokal: (Bronze, Silber bzw. Gold). Für jede der Schwierigkeitsstufen wird der beste erzielte Pokal gespeichert.
- Zeitfahren: Hier fährt der Spieler eine Rennstrecke allein und ohne Items. Mit drei Pilzen ausgestattet gilt es, die beste Zeit auf einem der 16 Kurse aufzustellen. Seinen Rang sieht man im Menü unter Data. Außerdem kann man seine Fahrt unter Replay noch einmal ansehen.

#### Mehrspieler
Bei zwei Spielern steht ebenfalls ein Grand-Prix Rennen zur Verfügung. Bei drei und vier Spielern nicht mehr. Darüber hinaus gibt es folgende Mehrspieler-Wettkampfmodi:
- Versus-Rennen: In diesem Modus fahren einzig die Spieler gegeneinander. Die Strecken werden selbst ausgewählt, und nach jeder abgeschlossenen Runde sieht der Spieler seine Statistik.
- Battle/Ballonbalgerei: Jeder Spieler hat drei Ballons und muss mit Items versuchen, die Ballons seiner Gegner zum Platzen zu bringen. Ein Ballon platzt auch, wenn ein Spieler abstürzt. Nachdem ein Spieler seine drei Ballons verloren hat, wird er zu einer Bombe und kann seinen Gegner somit einen Ballon abnehmen – dies steht nur im Dreispieler-/Vierspielermodus zur Verfügung. Sieger ist der Spieler, der als letzter noch min. einen Ballon übrig hat. Die Kämpfe werden nicht auf den Grand-Prix-Strecken ausgetragen, sondern auf eigens dafür bereitgestellten Arenen-Strecken. Es gibt insgesamt vier Arenen, in denen die Kämpfe stattfinden.[3]

### Fahrer
Insgesamt stehen acht Nintendo-Charaktere mit verschiedenen Fahreigenschaften als Fahrer zur Verfügung. Alle Fahrer sind von Anfang an spielbar und müssen, nicht wie bei nachfolgenden Teilen der Mario-Kart-Serie, erst freigespielt werden. Folgende Charaktere können ausgewählt werden:
- Mario
- Luigi
- Peach
- Toad
- Yoshi
- Donkey Kong
- Wario
- Bowser

### Items
Auf der Rennstrecke passieren die Fahrer, wie in allen anderen Mario-Kart-Teilen, Fragezeichenblöcke, in denen Items enthalten sind. Durch diese Items kann der Spieler seine Chancen im Spielgeschehen verändern. Die Chance auf starke Items sinkt, je weiter er sich nach vorne kämpft. Die Computergegner können keine Panzer verwenden.
|     | Item                       | Funktion |
| --- | -------------------------- | --- |
| 1.  | Banane                     | Eine Banane, die hinter dem Fahrer erscheint, kann nach hinten abgelegt oder nach vorne geworfen werden. Die Banane bietet Schutz gegen Panzer, wenn man sie mit gedrücktem Z-Knopf hinter sich herzieht. Der Gegner, der auf der Banane ausrutscht, verliert damit an Geschwindigkeit und die Kontrolle über sein Fahrzeug. Dies kann verhindert werden, indem man kurz nachdem man über die Banane gefahren ist, mit dem B-Knopf abbremst. Wenn man dies richtig ausgeführt hat, erscheint über dem Fahrer eine Note und man kann normal weiter fahren. |
| 2.  | Bananenreihe               | Ein Set von fünf Bananen, die der Spieler nach Aufnahme hinter sich herziehen kann. Die einzelnen Bananen haben dieselbe Funktion wie eine einzelne Banane. |
| 3.  | Grüner Panzer              | Der grüne Panzer kann vom Spieler gerade nach vorn oder nach hinten geschossen werden. An Hindernissen (Wänden) prallt er ab und setzt seinen Weg fort. Ein Treffer des grünen Panzers führt zu einem Überschlag und stoppt den getroffenen Fahrer auf der Stelle. Er kann auch als Abwehr dienen, indem man ihn gegen andere Items schleudert. |
| 4.  | Drei grüne Panzer          | Ein Set von drei grünen Panzern, das nach der Aufnahme um den Spieler kreist. Die Panzer können nacheinander abgeschossen und wie einzelne grüner Panzer verwendet werden. |
| 5.  | Roter Panzer               | Er ähnelt dem grünen Panzer. Der Unterschied ist, dass er automatisch auf dem Vorausfahrenden zielt. Rote Panzer zerschellen an Hindernissen und können nicht nach hinten geschossen werden. Sie können ebenso wie grüne Panzer als Abwehr dienen. |
| 6.  | Drei rote Panzer           | Ein Set mit drei roten Panzern umkreist den Spieler nach der Aufnahme. Können wie einzelne Rote Panzer verwendet werden. Dienen auch als Abwehr. |
| 7.  | Blauer Panzer (Stachi)     | Der blaue Panzer (auch Stachelpanzer oder Stachi genannt) startet vom Spieler, der ihn auslöst und prescht bis zum ersten Spieler vor und trifft ihn. Er trifft auch andere Spieler, die in der Laufbahn des blauen Panzers sind. |
| 8.  | Pilz                       | Der Pilz verleiht beim Auslösen einen Schub. |
| 9.  | Drei Pilze                 | Wie ein einzelner Pilz, nur eben dreifach. Man muss Nacheinander drücken. |
| 10. | Goldener Pilz              | Dieser Pilz erlaubt beliebig viele Turboschübe in einem gewissen Zeitraum. |
| 11. | Blitz                      | Der Blitz lässt alle Gegner außer den, der ihn ausgelöst hat schrumpfen, und sie werden dadurch langsamer. Der Spieler, der den Blitz auslöste, kann seine Gegner plattfahren, wodurch sie für kurze Zeit nicht weiterfahren können. |
| 12. | falsche Fragezeichenblöcke | Das falsche Fragezeichen ähnelt den Fragezeichenblöcken. Wenn ein Spieler drauf fährt, ergibt es wie bei den Panzern einen Überschlag. Das falsche Fragezeichen kann man erkennen, weil das Fragezeichen verkehrt herum ist. Es kann ebenfalls als Abwehr für Panzer genommen werden. |
| 13. | Stern                      | Der Stern macht den Konsument für kurze Zeit unverwundbar. Außerdem wird seine Geschwindigkeit für die Zeit, in der er den Stern hat, höher. |
| 14. | Geist                      | Der Geist macht den Spieler ebenfalls für kurze Zeit unangreifbar und lässt rote Panzer, die von anderen Spielern abgeschossen werden und auf diesen Fahrer gerichtet sind, sofort an Ort und Stelle platzen. Außerdem ist das Kart kurzzeitig transparent und kann durch Kontrahenten hindurchfahren. Zusätzlich erhält man oftmals ein neues zufällig ausgewähltes Item (im VS-Modus stiehlt der Geist direkt ein Item, das ein Mitspieler noch nicht eingesetzt hat).                                                                                  |

### Strecken
Insgesamt gibt es in Mario Kart 64 16 Rennstrecken die auf vier Cups verteilt sind und sowohl im Ein- und Mehrspielermodus spielbar sind.
- Mushroom Cup
  - Luigi Raceway
  - Moo Moo Farm
  - Koopa Troopa Beach
  - Kalimari Dessert
- Flower Cup
  - Toad’s Turnpike
  - Frappe Snowland
  - Choco Mountain
  - Mario Raceway
- Star Cup
  - Wario Stadium
  - Sherbet Land
  - Royal Raceway
  - Bowsers Castle
- Special Cup
  - DKs Jungle Parkway
  - Yoshi Valley
  - Banshee Boardwalk
  - Rainbow Road

## Rezeption
Innerhalb der ersten drei Monate nach Veröffentlichung konnte sich das Spiel alleine in Nordamerika 849.000 Mal verkaufen.
Mario Kart 64 wird als ein „sehr ordentlicher Erfolg“ angesehen und wurde insgesamt 9,87 Millionen Mal verkauft.

„Das optimale Game für lange Spielabende im Freundeskreis. Spielt man ausschließlich alleine, hat man erfreulicherweise auch ausreichend zu tun, bis man alle 16 Strecken gewonnen hat.“

„Für Hardcore-Fans des 16-Bit-Vorgängers mag die Fortsetzung sicher etwas enttäuschend sein; unvorbelastete Neueinsteiger werden trotzdem ihren Heidenspaß damit haben. Alles in allem gehört dieses Modul mit zu den besten Spielen, die es momentan für das Nintendo 64 gibt.“

„Wem das und die etwas angestaubte Grafik nichts ausmachen, kann hier gerne zugreifen und ein Stück Videospielgeschichte hautnah erleben. Retrofeeling und Spaß sind immer noch garantiert, egal ob alleine oder mit Freunden.“

## Trivia
In der Beta-Version war anstelle von Donkey Kong Kamek als spielbarer Charakter einprogrammiert.
Im Royal Raceway ist es möglich, kurz nach der Brücke die Strecke zu verlassen und zu Peachs Schloss zu fahren, das außen genauso aussieht wie in Super Mario 64. Auch die Siegerehrung findet auf dem gleichen Gebiet statt.

### Anspielungen zu diesem Spiel
- Mario Kart DS - In der nachfolgenden Ausgabe der Serie erscheinen mit Moo Moo Farm, Frappe Snowload, Choco Mountain und Banshee Boardwalk vier Strecken aus MK64 in Retropokalen.
- Auch in Mario Kart Wii gibt es wieder Retrostrecken, da sind es Mario Raceway, Sherbet Land, DK Jungle Parkway und Bowser’s Castle.
- Auch in Mario Kart 7 gibt es wieder Retrostrecken, hier sind es Luigi Raceway, Koopa Troopa Beach und die Kalimari Desert. Zudem ist die Musik, die ertönt, wenn der Spieler das Rennen unter den ersten Vier beendet, identisch zu der von Mario Kart 64. Darüber hinaus ist die Musik von Toads Piste und Marios Piste stark angelehnt an die von Luigi Raceway, Mario Raceway, Wario Stadium und Royal Raceway. Die von Koopa-Großstadtfieber ist sowohl an Luigi Raceway als auch an Toad’s Turnpike angelehnt.
- Auch in Mario Kart 8 gibt es wieder Retrostrecken, da sind es Toad’s Turnpike, Royal Raceway, Yoshi Valley und die Rainbow Road.